# Río Salang
El Salang (del farsi: رود سالنگ) es un río de Afganistán de 438 kilómetros de longitud, que fluye a través de la provincia de Parwan. Es un afluente de los ríos Ghorband, Panjshir, Kabul y finalmente del Indo.

## Geografía
El río Salang se origina en el lado sur de las montañas centrales del Hindu Kush en el noreste del Paso Salang, que une la región de Kabul con la parte norte del país.
Su valle y el Paso de Salang forman una importante vía fluvial internacional. Está orientado norte-sur. El Salang fluye hacia el río Ghorband en la localidad de Jabal Saraj en Parwan. A su paso por Bagh-i-Lala su caudal medio es de 10 m³/s.

## Galería

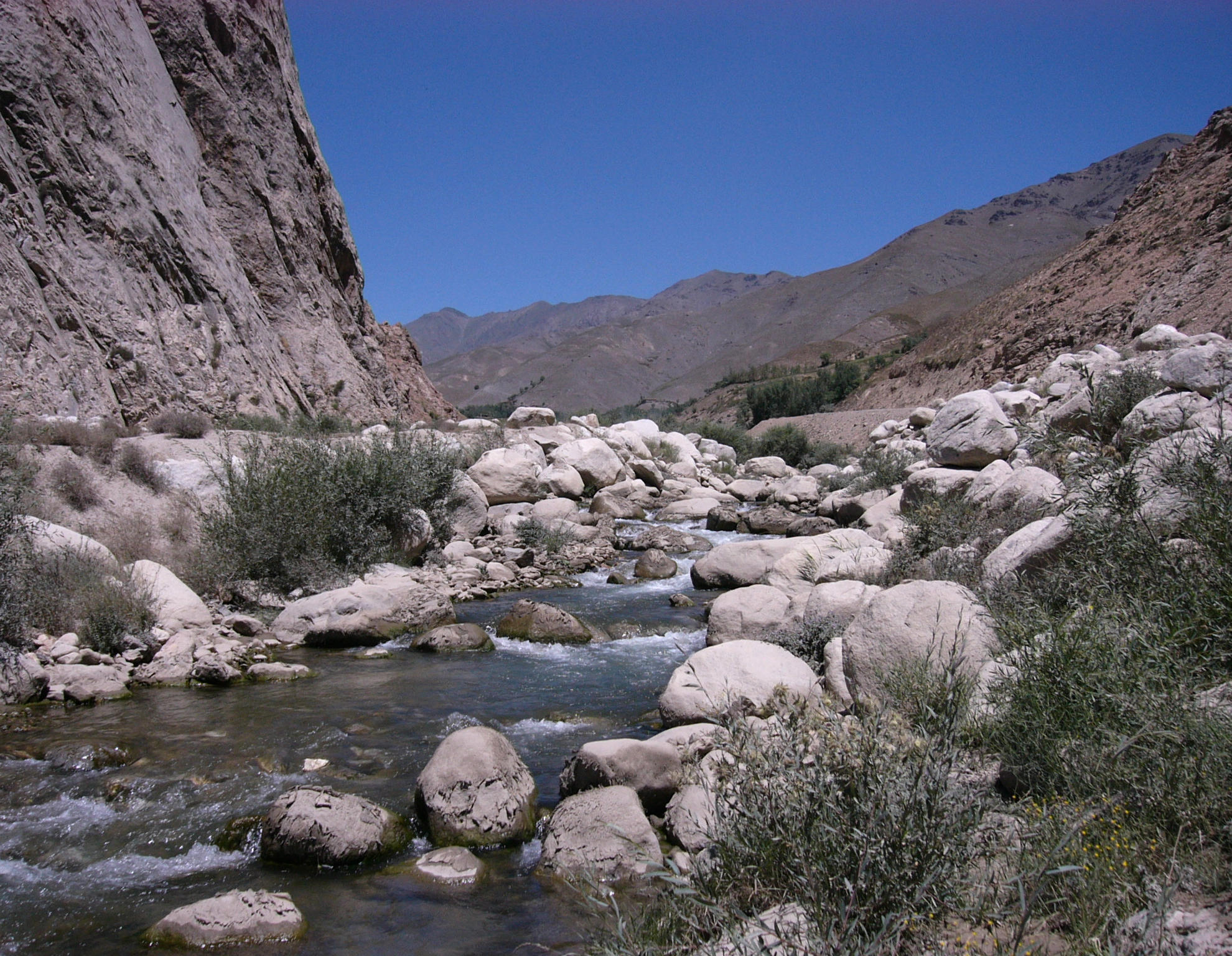
Arrollo próximo al camino de Kabul